# 喀葉高速公路
喀什至葉城高速公路，簡稱喀葉高速公路，是連接中國新疆維吾爾自治區西部重鎮喀什及和田地區葉城縣的高速公路，全長230.26公里，是南疆地區第一條通車的高速公路。
公路始於疏勒縣城東南、與315國道相接，終點在葉城縣城。其中，喀什至英吉沙、莎車至葉城153.17公里路段採用高速公路標準；英吉沙至莎車76.67公里路段採用半幅一級公路標準。是國家高速公路網規劃的連霍高速公路吐魯番至和田及伊爾克什坦Y字型連絡線的重要組成部分，也是中國內地通往中亞、歐洲陸路通道的一部分，同時也是自治區「兩縱三橫兩環八通道」公路網主骨架橫三的重要組成部分，是自治區「十一五」重點公路建設項目。
2008年開工建設，工程總投資36.4億元人民幣，2012年2月20日通車。